# Scolopsis regina
Scolopsis regina là một loài cá biển thuộc chi Scolopsis trong họ Cá lượng. Loài cá này được mô tả lần đầu tiên vào năm 1937.

## Từ nguyên
Từ định danh regina trong tiếng Latinh nghĩa là "vương hậu; nữ vương", không rõ hàm ý, có lẽ đề cập đến bang Queensland (Úc), nơi mà mẫu định danh của loài này được thu thập.

## Phân bố
S. regina từ lâu được coi là đồng nghĩa thứ cấp của Scolopsis monogramma, nhưng đã được công nhận là loài hợp lệ bởi Ishihara và cộng sự (2023). Hiện S. regina là loài đặc hữu ở miền bắc Úc, phạm vi từ rạn san hô Ningaloo (Tây Úc) vòng qua đến Sydney (New South Wales).

## Mô tả
So với S. monogramma, S. regina có một dải xanh lam dưới hốc mắt, từ rìa dưới mắt đến môi trên (không rõ hoặc không có ở S. monogramma), gốc vây đuôi màu lam đậm (màu vàng), có dải xanh dọc theo thùy đuôi trên (không có), hai thùy đuôi tương đối dài (ngắn hơn), cùng một dải viền màu xanh lam dày ở phía sau vây đuôi (hẹp hơn).
S. regina có 18–20 (~19) hàng vảy bên dưới đường bên (so với ~18 ở S. monogramma), ~7 hàng vảy trước nắp mang bên dưới mắt (~6 ở S. monogramma).